# Opłakiwanie Chrystusa (obraz przypisywany Girolamowi Muzianowi)

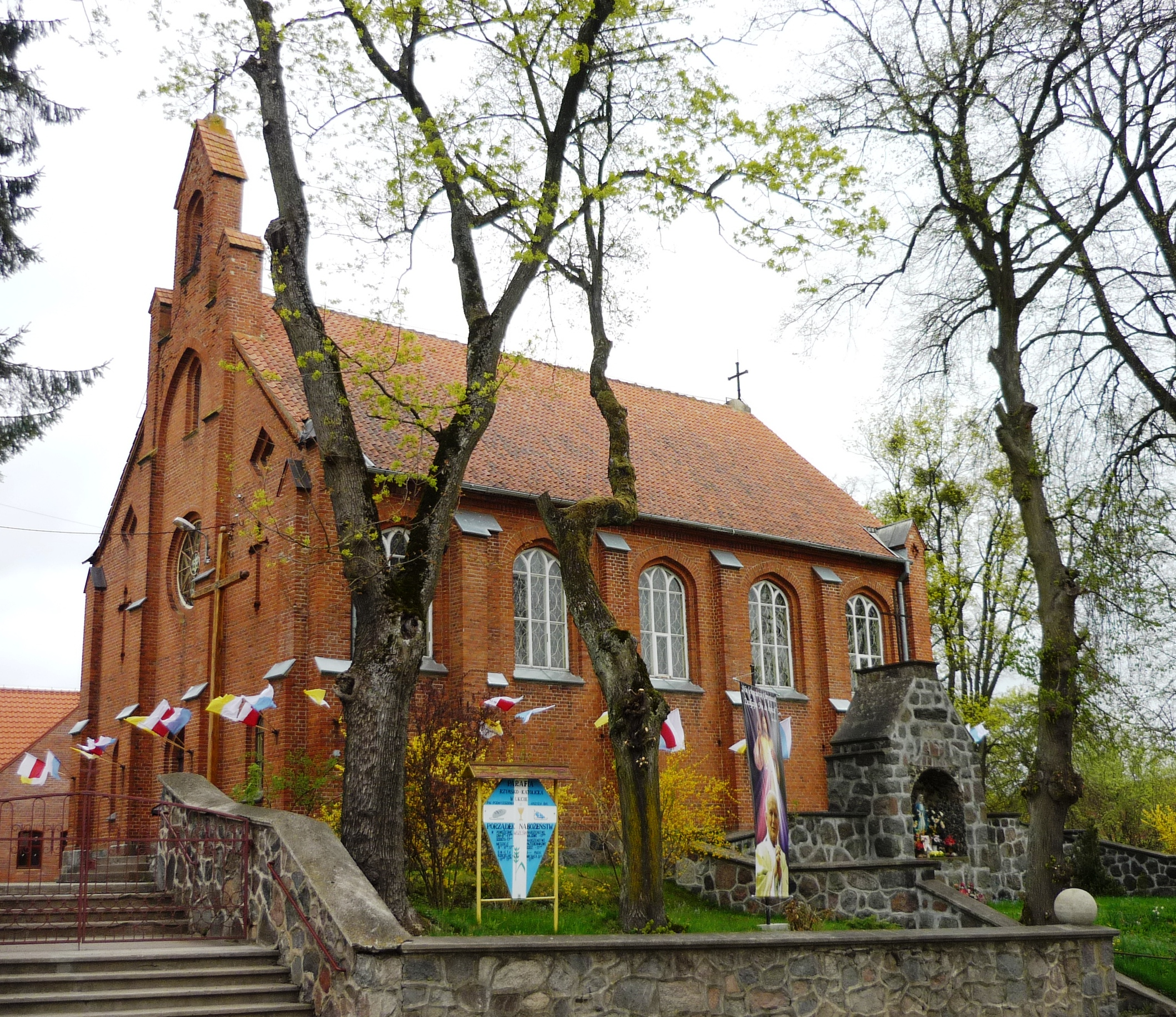
Kościół w Ukcie

Opłakiwanie Chrystusa – obraz olejny znajdujący się w kościele Podwyższenia Krzyża Świętego w Ukcie (gmina Ruciane-Nida) przypisywany włoskiemu malarzowi Girolamowi Muzianowi.

## Historia
W 2010 roku Krzysztof A. Worobiec zainteresował się obrazem ołtarzowym w kościele w Ukcie na Mazurach, który według dawnych źródeł miał pochodzić z berlińskiego muzeum. Jego poszukiwania doprowadziły do ustalenia, że dzieło to prawdopodobnie pochodzi z warsztatu Girolama Muziano, włoskiego malarza z XVI wieku
.
Dzieło zostało przekazane z Królewskiego Muzeum w Berlinie w 1864 roku do ewangelickiego wówczas kościoła w Ukcie. Przed 1864 rokiem obraz przechodził kilka restauracji, m.in. uzupełniano zaprawę, wymieniono krosno i wykonano dublaż. Zabiegi te nieodwracalnie zniszczyły warstwę malarską: została ona w wielu miejscach przemyta i przetarta, wykonano też retusze i przemalowania. Po 1864 roku obraz nie był poddawany żadnym zabiegom konserwatorskim, a w 1981 roku był jedynie zdemontowany na czas remontu świątyni. 
Gruntowne prace konserwatorskie przeprowadzono od lutego do listopada 2011 roku. Przywrócono wówczas pierwotny wygląd dzieła i jego funkcje kultowe.

## Kompozycja
Obraz przedstawia jedną ze scen Pasji – opłakiwanie Chrystusa. Główną postacią jest Jezus na przykrytym całunem katafalku, namalowany w pozycji półsiedzącej. Jego anatomia jest wyraźnie oddana, brakuje śladów męki. Oprócz Jezusa na obrazie obecni są jeszcze: Maria Magdalena (frontalnie), Józef z Arymatei (w kontrapoście), św. Jan Ewangelista, Matka Boska (siedząca) i Nikodem. Kompozycja jest teatralna i estetyzująca, a także zwarta i statyczna, mimo pewnej ekspresji gestów osób przedstawionych. Układy tych osób są oparte na symetrii osiowej. Sześć obecnych na płótnie postaci ukazano w układzie piramidalnym. Światłocień jest płynny.

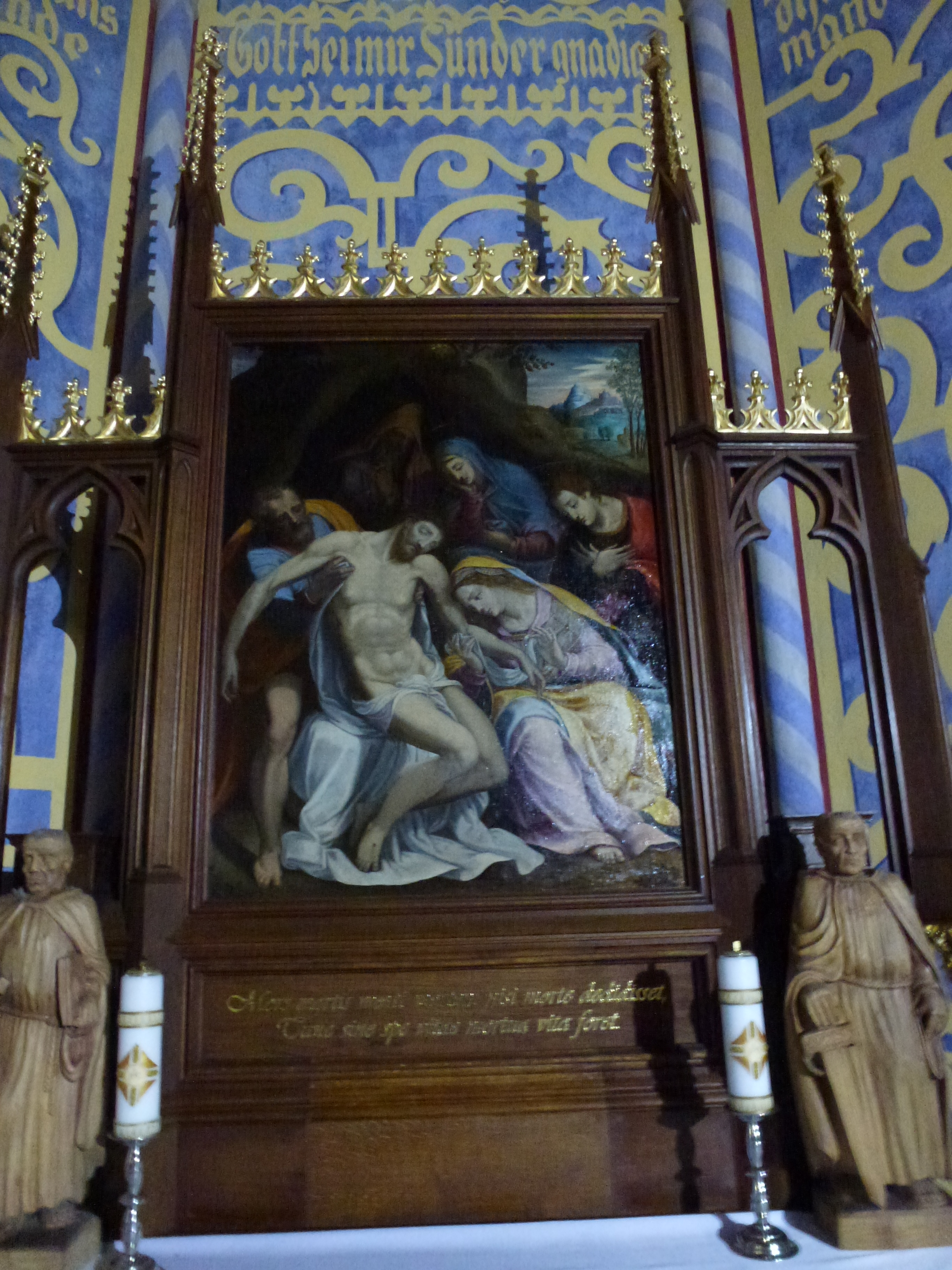
Opłakiwanie Chrystusa Girolamo Muziano wraz z nastawą wykonaną przez królewskiego stolarza W. C. Franke w Berlinie

## Autorstwo
Autor obrazu nie jest znany. Dzieło przypisywane bywa Girolamowi Muzianowi, jednak z atrybucją taką nie zgadza się Grażyna Dzisko-Wadas, która w 2011 r. przeprowadziła jego konserwację. Podobnego zdania jest Patrizia Tosini, autorka monografii Muziana, która Opłakiwanie z Ukty uważa za kopię obrazu Livia Agrestiego z ok. 1560-1570 wykonaną przez artystę z jego kręgu. Dzisko-Wadas sądzi, że to obraz z Ukty był pierwowzorem dla dzieła Agrestiego i na tej podstawie Opłakiwanie z Ukty datuje na okres po 1570 roku.